# Marshall River
Der Marshall River ist ein Fluss im Osten des australischen Northern Territory. Er führt nicht das ganze Jahr über Wasser.

## Geografie

### Flusslauf
Der Fluss entspringt südlich der Dulcie Range, etwa 200 Kilometer nordöstlich von Alice Springs. Er fließt nach Osten entlang an den Dulcie Ranges und der Jervois Range. Bei Jervois, wo er sich dem Plenty River bis auf weniger als zwei Kilometer nähert, unterquert er den Plenty Highway und fließt weiter nach Osten bis zur Tarlton Range. Dort vereinigt er sich mit dem Arthur Creek zum Hay River (Eyre Creek).

### Nebenflüsse mit Mündungshöhen
Der Fluss hat folgende Nebenflüsse:
- Yam Creek – 413 m
- Oorabra Creek – 382 m
- Thring Creek – 343 m
- Bonya Creek – 283 m